# Jean-Arnold Barrett

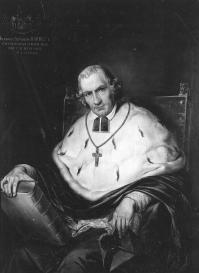
Jean-Arnold Barrett

Jean-Arnold Barett (Borgloon, (gedoopt) 22 februari 1770 - Flémalle-Haute, 31 juli 1835) was de 19de bisschop van het Belgische bisdom Namen van 1833 tot aan zijn overlijden.

## Levensloop

### Afkomst en opleiding
Jean-Arnold Barrett was de zoon van een Iers chirurg die zijn land ontvlucht was en actief was in het Franse leger. In 1763 vestigde hij zich definitief in Borgloon dat in het neutrale prinsbisdom Luik gelegen was. Hij werd er de lijfarts van prins-bisschop Franciscus Karel de Velbrück die in het naburige Heks verbleef.
De jonge Barrett studeerde in Sint-Truiden en in Luik en ging dan theologie studeren te Rome. Op 23 februari 1793 werd hij er in de Aartsbasiliek van Sint-Jan van Lateranen tot priester gewijd.

### Terugkeer naar het prinsbisdom Luik
In 1794 keerde Barrett terug naar het prinsbisdom Luik waar hij tot kanunnik van het Sint-Pieterskapittel te Luik werd benoemd. De Franse Revolutie en de invasie in het prinsbisdom zorgden ervoor dat hij niet lang kon genieten van zijn functie. Hij weigerde de scheiding tussen Kerk en Staat, die door de Fransen in 1794 was uitgevaardigd, te aanvaarden en werd de ziel van de oppositie tegen de Franse overheersers.
Vanaf 1797 leefde Barrett verscholen tot aan de publicatie van het Concordaat in 1801. Bij de herinstallatie van het kathedraalkapittel in 1803 werd Barrett opnieuw tot kanunnik benoemd.
Toen bisschop Zäpfel in 1808 overleed, benoemde Napoleon François Antoine Lejéas, die op dat ogenblik vicaris-generaal van Parijs was, tot nieuwe bisschop van Luik maar paus Pius VII weigerde deze benoeming goed te keuren. Barrett begon met het organiseren van de tegenstand tegen Lejéas en werd in 1811 gearresteerd en verbannen naar Besançon in Frankrijk. Daar stelde hij zich ten dienste van de militairen die in de ziekenhuizen verbleven.
In februari 1813 werd zijn verbanning opgeheven en Barrett keerde terug naar Luik. In januari 1814 trokken de geallieerden Luik binnen. Omdat koning Willem I van Nederland weigerde een buitenlands katholieke bisschop te erkennen trok Lejéas zich samen met het Franse leger terug uit Luik.

### Barrett als administrator van Luik
Op 26 september 1814 werd Barrett benoemd tot administrator, belast met de administratieve en bestuurlijke verantwoordelijkheid van het bisdom. Deze benoeming werd op 13 februari 1815 bevestigd door paus Pius VII. Barrett begon met de organisatie van het katholieke leven in het bisdom. Hij richtte het grootseminarie en het kleinseminarie op te Luik; buiten de stad werden vele nieuwe parochiegemeenschappen opgericht.
Barrett was een hevig verdediger van de katholieke vrijheden en bood stevige weerstand tegen al te opdringerige calvinistische pogingen tot hervormingen van het Nederlandse bestuur in verband met vrijheid van onderwijs, afschaffing van seminaries en de oprichting van een filosofiecollege te Leuven. Barrett schrok er niet voor terug om klachtenbrieven naar Willem I te versturen en was gelukkig dat er aan meerdere punten in zijn brieven gevolg werd gegeven.
In 1827 stelde paus Leo XII voor om Barrett te benoemen tot bisschop van Luik maar Willem I weigerde ten voordele van de Nederlander Cornelis van Bommel die in 1829 werd benoemd tot bisschop. Barrett bleef onder Van Bommel vicaris-generaal.
België was in 1830 een onafhankelijke staat geworden en in 1831 was eveneens Nicolas-Alexis Ondernard, bisschop van Namen overleden. Paus Gregorius XVI benoemde Barrett in 1833 tot nieuwe bisschop van Namen. De wijding tot bisschop door aartsbisschop Sterckx van Mechelen vond plaats in juni 1833.

### Barrett als bisschop van Namen
Barrett zette zich in om het religieuze leven in het bisdom een nieuw elan te geven. Hij reorganiseerde het kathedraalkapittel van Namen en hervormde de bisschoppelijke administratie. Hij verplichtte het gebruik van het brevier en het Romeins Rituaal en bezocht systematisch alle parochies van zijn bisdom om er te gaan luisteren naar de noden van de mensen. Barrett opende de kleinseminaries van Floreffe in 1833 en van Bastenaken in 1834 en moedigde nieuwe congregaties aan.
Door zijn vele reizen en zijn onophoudelijke activiteiten in het bisdom was Barrett in het voorjaar van 1835 de uitputting nabij. Hij trok zich terug op het familiaal domein in Flémalle-Haute om er van een rustperiode te gaan genieten. Hij stierf er op 31 juli 1835 op 65-jarige leeftijd.